# Felip Pirozzini i Martí
Felip Pirozzini i Martí (Barcelona, 23 de març de 1843 – l'Hospitalet de Llobregat, 7 de juny de 1876) fou un poeta i escriptor en llengua catalana, premiat als Jocs Florals.
Era germà de Carles Pirozzini i Martí. Englobat en el moviment literari de la Renaixença, fou premiat als Jocs Florals de Barcelona de 1872 i de 1876, on coincidí amb Marià Aguiló i Fuster, Albert de Quintana i Jacint Verdaguer. També va rebre diversos premis literaris a Girona i a les Festes Llatines de Montpeller. Va escriure poesia i teatre de caràcter romàntic, i va posar música a cançons catalanes de diversos autors.

## Obres[4]
- Lo comte Bara. Romanç històric (1872)
- Lo pare de la noia (comèdia, 1874)
- La mala muller (1874)
- Pero Ahones (1875)
- Cançons alegres d'un fadrí festejador (1875)
- Plogut del cel (1877)